# 2002
2002（二千二、二〇〇二、にせんに）は、自然数また整数において、2001の次で2003の前の数である。

## 性質
- 2002は合成数であり、約数は 1, 2, 7, 11, 13, 14, 22, 26, 77, 91, 143, 154, 182, 286, 1001, 2002 である。
  - 約数の和は4032。
  - 494番目の過剰数である。1つ前は2000、次は2004。
    - 4032 > 4004 (= 2002 × 2)
- 120番目の回文数である。1つ前は1991、次は2112。
  - 一桁の数を除くと110番目の回文数である。
  - 回文数の平方数が回文数になる13番目の数である。1つ前は1111、次は10001。(オンライン整数列大辞典の数列 A057135)
- 各位の和が4になる26番目の数である。1つ前は1300、次は2011。
  - 各位の和が桁数に等しくなる20番目の数である。1つ前は1300、次は2011。(オンライン整数列大辞典の数列 A061384)
- 各位の立方和が平方数になる99番目の数である。1つ前は2001、次は2010。(オンライン整数列大辞典の数列 A197039)
- 4つの相異なる素数の積で表せる47番目の数である。1つ前は1995、次は2010。(オンライン整数列大辞典の数列 A046386)
- 2002 = 34 + 54 + 64
  - n = 4 のときの 3n + 5n + 6n の値とみたとき1つ前は368、次は11144。(オンライン整数列大辞典の数列 A001579)
  - 2002 = (7−1/2)4 + (11−1/2)4 + (13−1/2)4
- 2002 = 32 + 122 + 432 = 92 + 202 + 392 = 92 + 252 + 362 = 152 + 162 + 392
  - 3つの平方数の和4通りで表せる249番目の数である。1つ前は1995、次は2004。(オンライン整数列大辞典の数列 A025324)
  - 異なる3つの平方数の和4通りで表せる237番目の数である。1つ前は1995、次は2003。(オンライン整数列大辞典の数列 A025342)
- 2002 = 13 + 13 + 103 + 103
  - 4つの正の数の立方数の和で表せる625番目の数である。1つ前は1998、次は2005。(オンライン整数列大辞典の数列 A003327)
- 1/2002 = 0.0004995… (下線部は循環節で長さは6)
  - 逆数が循環小数になる数で循環節が6になる150番目の数である。1つ前は1950、次は2016。
- 0 と 2 だけを使ってできる9番目の数である。1つ前は2000、次は2020。ただし最初を0としたときは10番目である。(オンライン整数列大辞典の数列 A169965)
  - 同じ個数の2つの数からできる28番目の数である。1つ前は1991、次は2020。(オンライン整数列大辞典の数列 A291269)

## その他 2002 に関連すること
- フェラーリ・F2002は、スクーデリア・フェラーリのフォーミュラ1カー。
- BMW・2002は、BMW・02シリーズの2000cc車。
- 埼玉スタジアム2002は、埼玉県さいたま市緑区にあるサッカー専用競技場。
- 2002 (バンド)は、 アメリカのニューエイジ・ミュージック・グループ。
- スイスのシンバルメーカー、パイステのシンバルのシリーズの一つ。シンバル表面に赤文字で印字されている。
- 2002 FIFAワールドカップは、2002年（平成14年）に日本と韓国で開催された第17回FIFAワールドカップ。
- 2002 (曲)（英語版） - アン・マリーの曲（2018年）
- 7セグメントディスプレイでの表示で点対称な数である。